# 데이비드 켈시
데이비드 H. 켈시(David H. Kelsey, 1932년 ~ )는 미국의 신학자 이자 학자이다. 예일대학교 명예 신학 교수이다. 동료인 Hans Frei 와 George Lindbeck 과 마찬가지로 Kelsey는 Yale에서 1958년 학사 학위와 1964년 박사 학위를 받았다. 1961년부터 1965년까지 Dartmouth College 종교학과에서 가르쳤고 1965년부터 2005년 은퇴할 때까지 Yale Divinity School에서 교수로 재직했다.  2017년에는 조지아주 애틀랜타에 있는 Emory University Candler School of Theology에서 예수의 삶과 가르침과 문화에 미친 영향에 대한 Alonzo L. McDonald 가족 의장을 역임했다.
1982년 오스틴 장로교 신학대학에서 토마스 화이트 커리 강의를, 1985년 트리니티 학기에 옥스퍼드 대학에서 사럼 강의를, 1986년 사던 메소디스트 대학 퍼킨스 신학대학에서 테이트-윌슨 강의를, 2004년 예일 신학대학원에서 테일러 강의를, 2011년 프린스턴 신학대학에서 워필드 강의를 했다.

## 신학
- 성경 해석의 다양성을 인정하고, 신학이 신앙 공동체의 특수한 맥락 안에서 형성됨을 강조했다.
- 신학 교육에 있어 '아테네 모델'과 '베를린 모델'을 구분하고, 두 모델의 균형 있는 적용을 주장했다.
- 기존의 실체적, 관계적 접근법을 넘어서는 새로운 신학적 인간론을 제시했다.

켈시의 연구는 현대 신학계에 깊은 영향을 미쳤으며, 특히 그의 신학적 인간론은 다양한 분야에서 연구되고 있다